# Belmesnil
Belmesnil is een gemeente in het Franse departement Seine-Maritime (regio Normandië) en telt 432 inwoners (1999). De plaats maakt deel uit van het arrondissement Dieppe.

## Geografie
De oppervlakte van Belmesnil bedraagt 3,0 km², de bevolkingsdichtheid is 144,0 inwoners per km².
De onderstaande kaart toont de ligging van Belmesnil met de belangrijkste infrastructuur en aangrenzende gemeenten.

## Demografie
Onderstaande figuur toont het verloop van het inwonertal (bron: INSEE-tellingen).